# Paulina Kaczyńska
Paulina Kaczyńska (ur. 24 lipca 1991) – polska lekkoatletka specjalizująca się w biegach długodystansowych. Mistrzyni Polski w biegu na 10 000 metrów (Wieliczka 2015), trzykrotna halowa wicemistrzyni Polski w biegu na 3000 metrów (2014, 2015 i 2016). Czwarta zawodniczka Uniwersjady w biegu na 5000 metrów (2015). Drużynowa wicemistrzyni Europy, była w składzie reprezentacji Polski zajmując w biegu na 5000 m 5 miejsce podczas zawodów w Lille (2017), wicemistrzyni Polski w biegu na 10 000 metrów w Łomży (2018), mistrzyni Polski w biegu na 10 000 metrów w Białogardzie (2019).
Jest żołnierzem Wojska Polskiego.

## Rekordy życiowe
| Konkurencja           | Obiekt  | Data            | Miejsce | Wynik    | Klub                   |
| --------------------- | ------- | --------------- | ------- | -------- | ---------------------- |
| bieg na 1500 metrów   | stadion | 8 czerwca 2018  | Chorzów | 4:10,03  | WMLKS Pomorze Stargard |
| bieg na 1500 metrów   | hala    | 15 lutego 2015  | Toruń   | 4:21,91  | WMLKS Pomorze Stargard |
| bieg na 3000 metrów   | stadion | 5 czerwca 2018  | Turku   | 9:00,46  | WMLKS Pomorze Stargard |
| bieg na 3000 metrów   | hala    | 17 lutego 2021  | Toruń   | 9:16,22  | WMLKS Pomorze Stargard |
| bieg na 5000 metrów   | stadion | 16 czerwca 2018 | Tybinga | 15:29,67 | WMLKS Pomorze Stargard |
| bieg na 10 000 metrów | stadion | 6 lipca 2019    | Londyn  | 32:50,16 | WMLKS Pomorze Stargard |

## Osiągnięcia medalowe

### Sopot 2014
| Konkurencja    | 1. miejsce                              | Rezultat   | 2. miejsce                             | Rezultat   | 3. miejsce                         | Rezultat   |
| Bieg na 3000 m | Urszula Nęcka MKS MOS Płomień Sosnowiec | 9:25,00 SB | Paulina Kaczyńska LKS Pomorze Stargard | 9:28,77 PB | Natalia Wacławska WKS Wawel Kraków | 9:33,73 PB |

### Toruń 2015
| Konkurencja    | 1. miejsce                                | Rezultat   | 2. miejsce                               | Rezultat   | 3. miejsce                              | Rezultat |
| Bieg na 3000 m | Karolina Półrola TS Wieliczanka Wieliczka | 9:21,37 PB | Paulina Kaczyńska WMLKS Pomorze Stargard | 9:24,22 PB | Urszula Nęcka MKS-MOS Płomień Sosnowiec | 9:24,28  |

### Wieliczka 2015
| Konkurencja     | 1. miejsce                                           | Rezultat    | 2. miejsce                        | Rezultat    | 3. miejsce             | Rezultat    |
| Bieg na 10000 m | Paulina Kaczyńska WMLKS Pomorze Stargard Szczeciński | 33:26,59 PB | Dominika Napieraj AZS-AWF Wrocław | 33:53,40 PB | Angelika Mach AZS UMCS | 34:43,12 PB |

### Żagań 2016
| Mistrzostwa | Dystans | 1. miejsce                   | Rezultat | 2. miejsce                             | Rezultat | 3. miejsce                               | Rezultat |
| Żagań 2016  | 5,0 km  | Angelika Cichocka SKLA Sopot | 17:13    | Iwona Lewandowska LKS Vectra Włocławek | 17:14    | Paulina Kaczyńska WMLKS Pomorze Stargard | 17:24    |

### Toruń 2016
| Konkurencja    | 1. miejsce                          | Rezultat | 2. miejsce                               | Rezultat   | 3. miejsce                                 | Rezultat   |
| Bieg na 3000 m | Renata Pliś MKL Maraton Świnoujście | 8:56,35  | Paulina Kaczyńska WMLKS Pomorze Stargard | 9:22,37 PB | Barbara Niewiedział LUKS MGOKSiR Korfantów | 9:22,40 PB |

### Lille 2017
| Poz. | Kraj    | Punkty | Uwagi         |
| ---- | ------- | ------ | ------------- |
| 1    | Niemcy  | 321,5  | Złoty medal   |
| 2    | Polska  | 295    | Srebrny medal |
| 3    | Francja | 270    | Brązowy medal |

### Łomża 2018

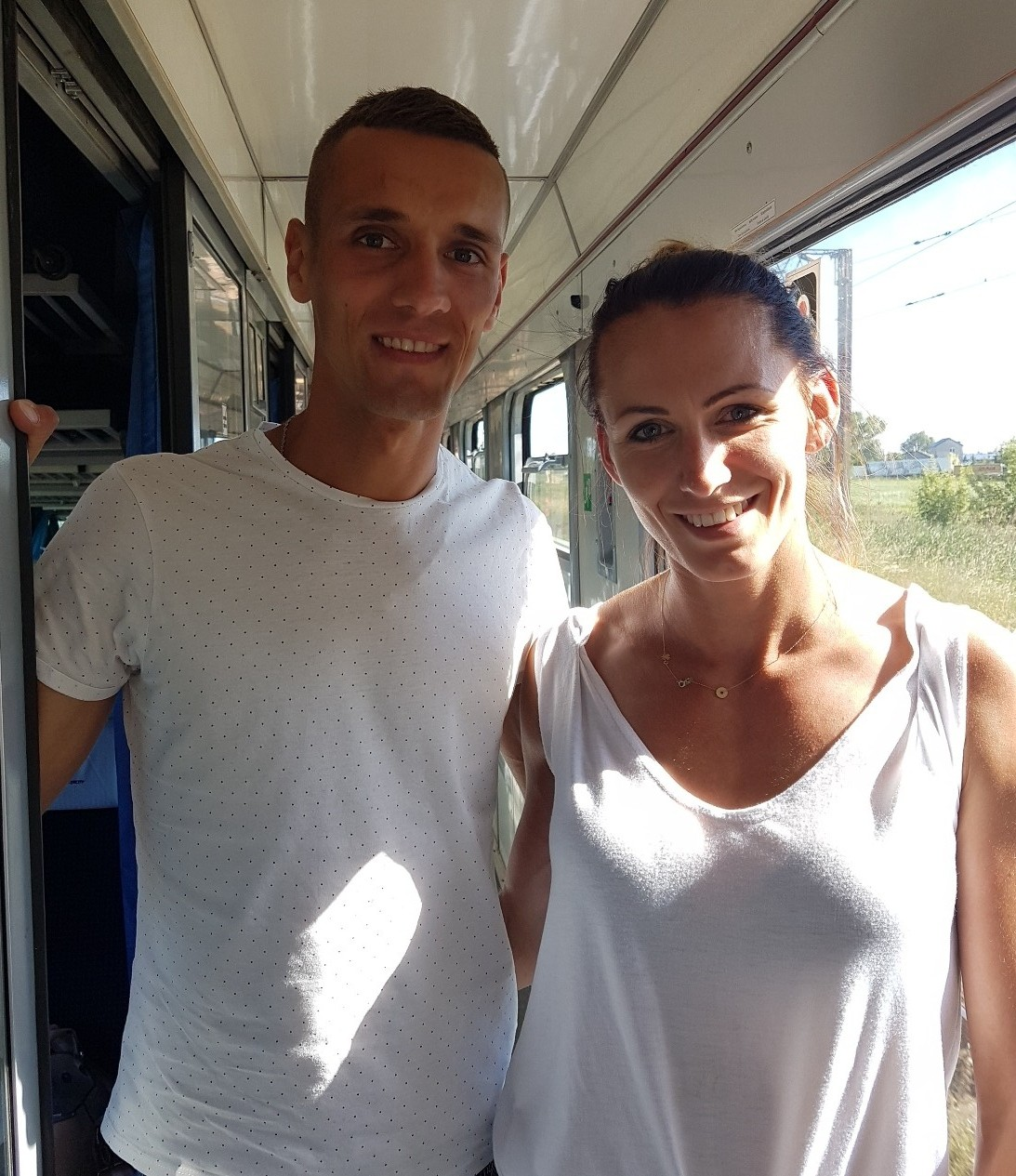
Paulina Kaczyńska

| Konkurencja     | 1. miejsce                                | Rezultat | 2. miejsce                               | Rezultat | 3. miejsce                                         | Rezultat |
| Bieg na 10000 m | Katarzyna Rutkowska KS Podlasie Białystok | 33:24,08 | Paulina Kaczyńska WMLKS Pomorze Stargard | 33:29,05 | Olga Kalendarowa-Ochal LŁKS Prefbet Śniadowo Łomża | 34:14,19 |

### Lublin 2018
| Konkurencja    | 1. miejsce                 | Rezultat | 2. miejsce                               | Rezultat   | 3. miejsce                               | Rezultat |
| Bieg na 1500 m | Sofia Ennaoui MKL Szczecin | 4:13,32  | Katarzyna Broniatowska KS AZS AWF Kraków | 4:16,37 SB | Paulina Kaczyńska WMLKS Pomorze Stargard | 4:17,13  |

| Konkurencja    | 1. miejsce                               | Rezultat | 2. miejsce                                | Rezultat | 3. miejsce                         | Rezultat |
| Bieg na 5000 m | Paulina Kaczyńska WMLKS Pomorze Stargard | 16:25,46 | Katarzyna Rutkowska KS Podlasie Białystok | 16:26,09 | Matylda Kowal CWKS Resovia Rzeszów | 16:29,86 |

### Białogard 2019
| Konkurencja | 1. miejsce                               | Rezultat | 2. miejsce                          | Rezultat | 3. miejsce                      | Rezultat |
| Kobiety     | Paulina Kaczyńska WMLKS Pomorze Stargard | 32:53,65 | Renata Pliś MKL Maraton Świnoujście | 33:07,35 | Anna Gosk KS Podlasie Białystok | 33:15,16 |